# Lasiopetalum monticola
Lasiopetalum monticola är en malvaväxtart som beskrevs av Paust. Lasiopetalum monticola ingår i släktet Lasiopetalum och familjen malvaväxter. Inga underarter finns listade i Catalogue of Life.